# Gorey (stacja kolejowa)
Gorey (ang: Gorey railway station, irl: Stáisiún Ghuaire) – stacja kolejowa w miejscowości Gorey, w hrabstwie Wicklow, w Irlandii. Znajduje się na Dublin to Rosslare Line. 
Stacja jest zarządzana i obsługiwana przez Iarnród Éireann.

## Linie kolejowe
- Dublin to Rosslare Line